# ميوعة الغشاء
ميوعة الغشاء(بالإنجليزية: membrane fluidity)‏ هي الميزة التي تسمح لغشاء الخلية بالتكيف وتغيير شكله وحركته مع الظروف المختلفة. تؤثر ثلاث عوامل رئيسية على ميوعة غشاء الخلية: درجة الحرارة، والكوليسترول، ونوع الأحماض الدهنية في الدهون الفوسفورية التي تشكل غشاء الخلية. يمكن أن تؤثر لزوجة الغشاء على دوران وانتشار البروتينات والجزيئات الحيوية الأخرى داخل الغشاء، ولذا فهي تؤثر أيضًا على وظائف هذه الأشياء.
مع ارتفاع درجة الحرارة، تزداد ميوعة طبقة الفوسفوليبيد الثنائية. في درجات الحرارة المنخفضة، لا تحتوي الفسفوليبيدات على نفس القدر من الطاقة الحركية وتتجمع معًا بشكل أوثق، مما يزيد من التفاعلات بين الجزيئات ويقلل من ميوعة الغشاء. في درجات الحرارة المرتفعة، تحدث العملية المعاكسة، تمتلك الفسفوليبيدات طاقة حركية كافية للتغلب على القوى بين الجزيئات التي تمسك الغشاء معًا، مما يزيد من ميوعة الغشاء.
في درجات الحرارة المنخفضة، تميل الدهون الفسفورية إلى التجمع معًا، لكن الستيرويدات تملأ بين الفوسفوليبيد، وتعطل تفاعلاتها بين الجزيئات وتزيد من الميوعة. في درجات الحرارة المرتفعة، تكون الدهون الفوسفورية متباعدة. في هذه الحالة، يكون للكوليسترول الموجود في الغشاء تأثير معاكس، مما يزيد من القوى بين الجزيئات ويقلل الميوعة.
يمكن أن تكون ذيول الفسفوليبيد مشبعة أو غير مشبعة.  تشير المصطلحات المشبعة وغير المشبعة إلى وجود روابط مزدوجة بين الكربون في ذيول الأحماض الدهنية أم لا.  لا تحتوي الذيول المشبعة على روابط مزدوجة ونتيجة لذلك يكون لها ذيول مستقيمة وغير ملتوية.  للذيول غير المشبعة روابط مزدوجة، ونتيجة لذلك يكون لها ذيول ملتوية ومتعرجة. ذيول الأحماض الدهنية المشبعة مرتبة بطريقة تزيد من التفاعلات. هذه التفاعلات تقلل ميوعة الطبقة الثنائية. من ناحية أخرى، فإن الأحماض الدهنية غير المشبعة لها مسافة أكبر بين الذيول، وبالتالي تقل التفاعلات بين الجزيئات وتؤدي الى زيادة ميوعة الغشاء. يؤثر طول ذيل الأحماض الدهنية أيضاً على ميوعة الغشاء. وذلك لأن التفاعلات بين الجزيئات بين ذيول الفسفوليبيد تضيف صلابة إلى الغشاء. نتيجة لذلك ، كلما طالت ذيول الفسفوليبيد، زادت التفاعلات بين الذيول وكلما قل الغشاء ميوعةً.